# Dolmen von La Cabaña
Der Dolmen von La Cabaña (deutsch die Kabine, auch Dolmen von la Lora genannt) liegt in den Mooren bei Sargentes de la Lora in Kastilien-León und ist einer der größten Dolmen in Spanien. Seine Errichtung erfolgte vor etwa 5000 Jahren während der Jungsteinzeit und die Archäologen bestätigen seine Nutzung über mehr als 1000 Jahre.
Die Megalithanlage besteht aus einer runden bzw. polygonalen Kammer von etwa 3,0 m Durchmesser, gebildet aus etwa 2,0 m hohen aufrechten Kalksteinplatten und dem etwa 5,0 m langen Gang, die beide von einem etwa 16 m messenden Rundhügel aus Erde und Steinen gestützt werden. Über dem Gang sind drei Deckenplatten erhalten, während die der Kammer fehlen. Die Steine, die den Dolmen bilden, stammen aus der unmittelbaren Umgebung und einige der alten Aufschlüsse liegen entlang des nahen Baches.

Dolmen de La Cabaña
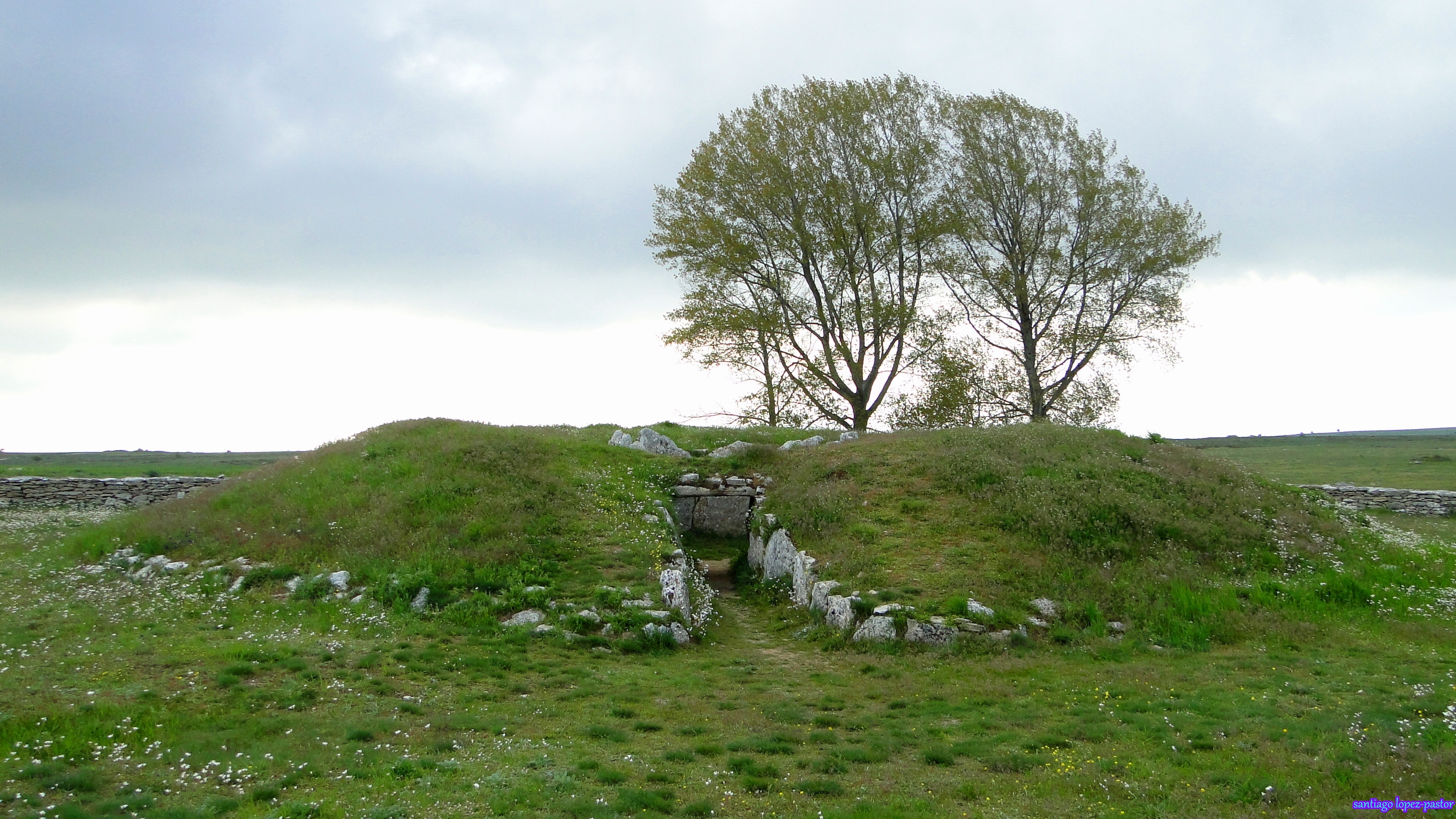
Der Hügel
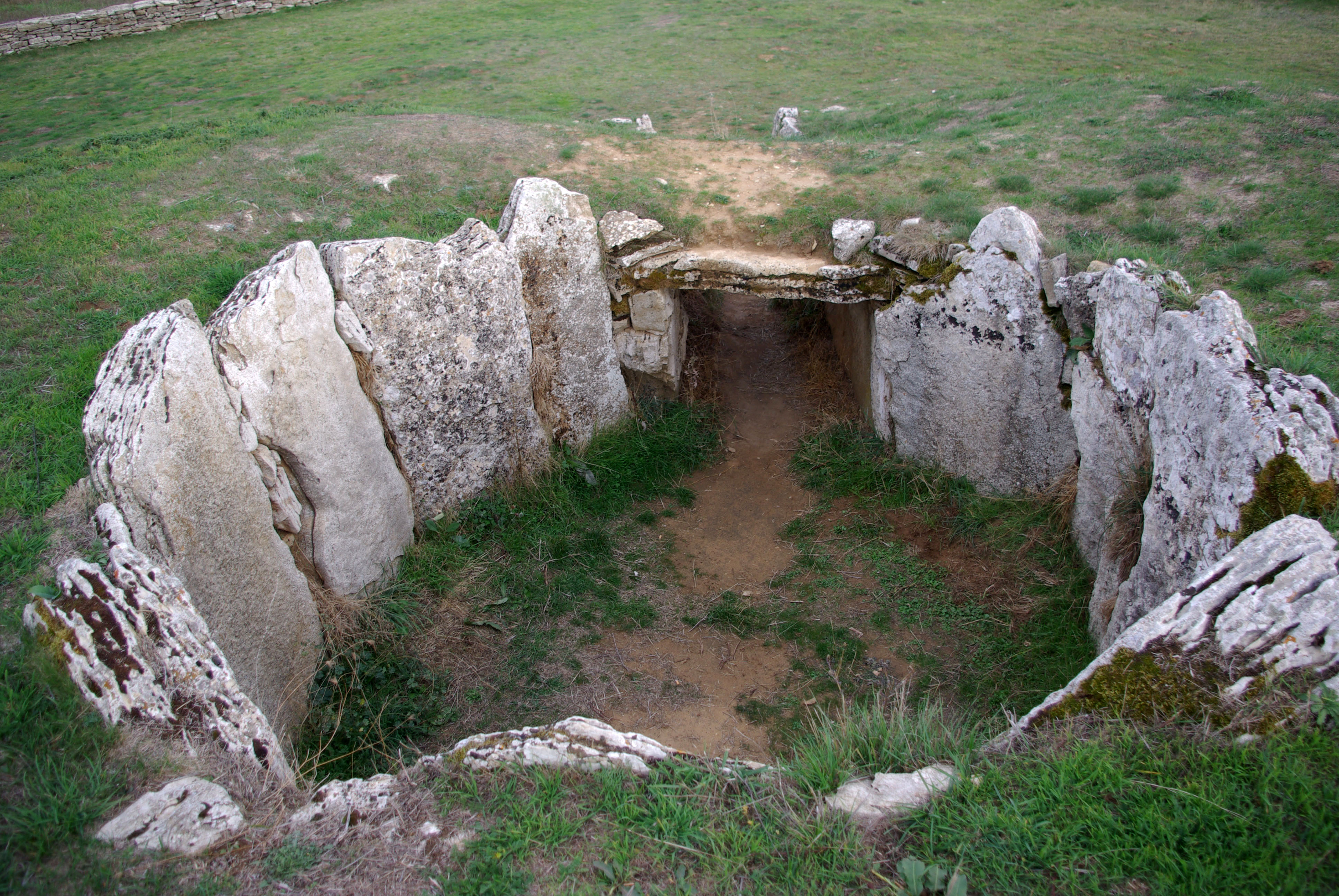
Die Kammer mit Gangmündung
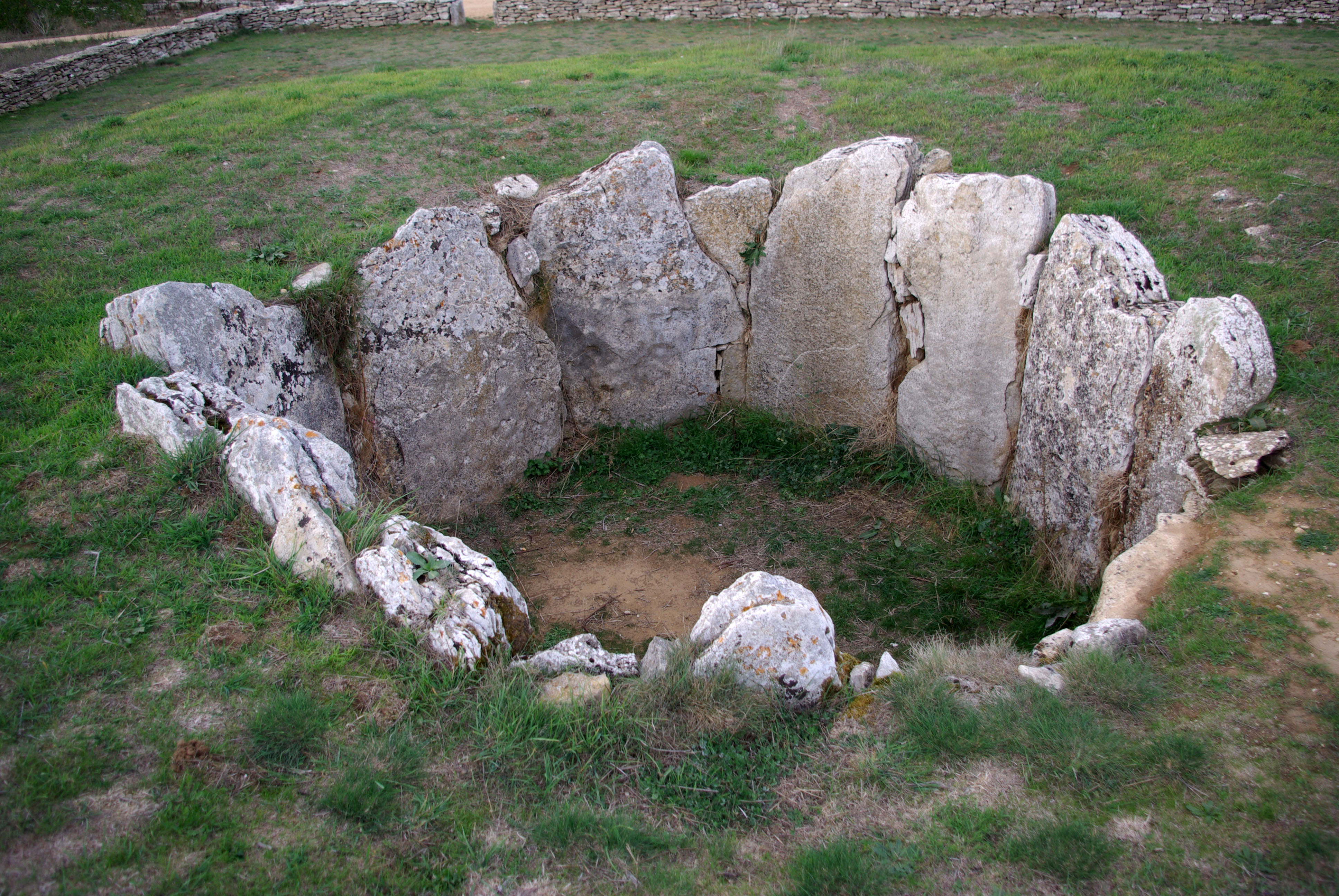
Die Kammer
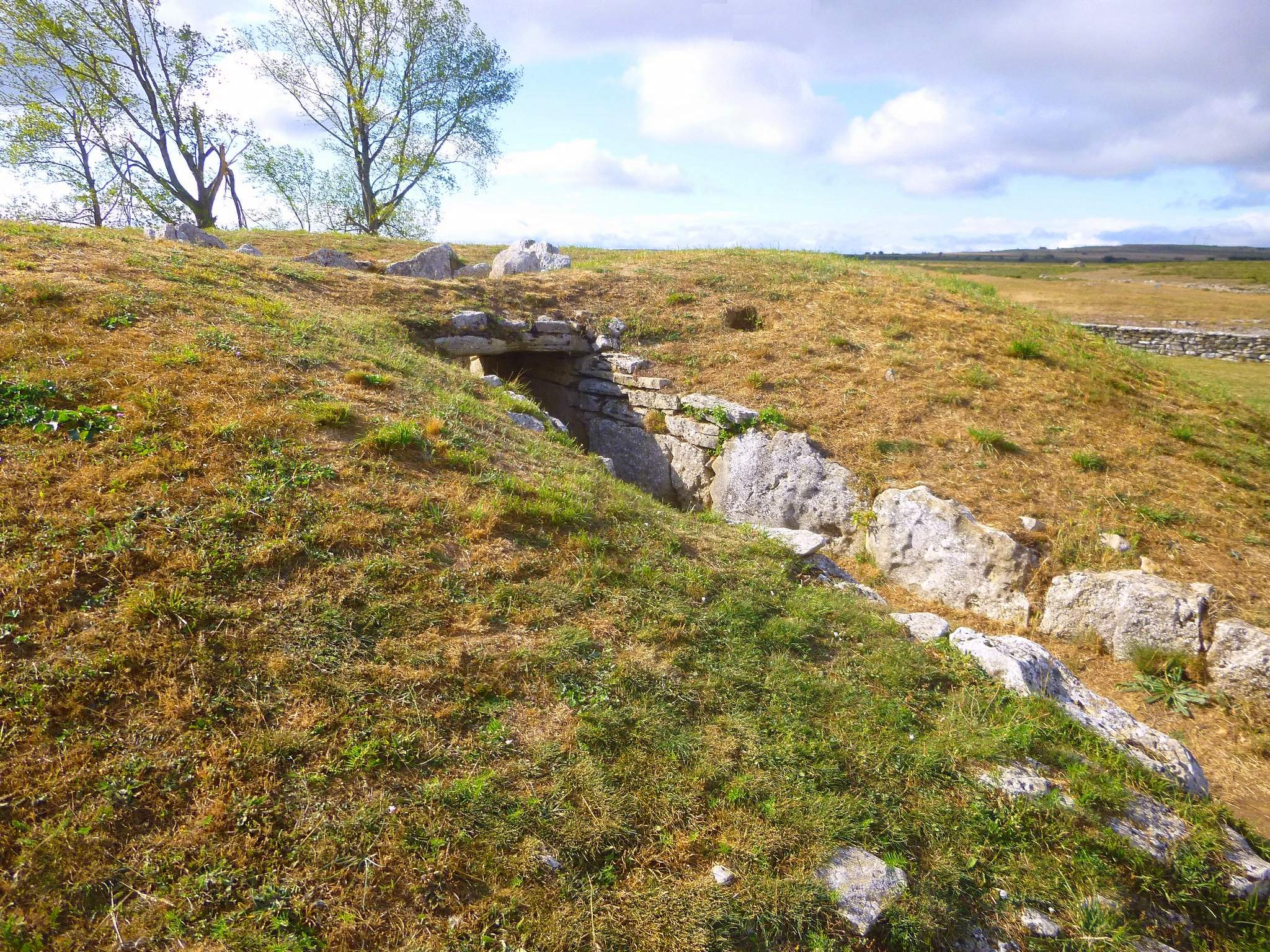
Der Gang

Im Jahr 1985 fand ein Team von Archäologen der Universität Valladolid menschliche Überreste, eine Pfeilspitze und eine Halskette.
Östlich liegt der Dolmen von El Moreco der große Ähnlichkeiten aufweist.